# Giải thưởng Sarah Siddons
Tổ chức Sarah Siddons (Mỹ) là một tổ chức phi lợi nhuận được sáng lập năm 1952 bởi những nhà bảo trợ sân khấu Chicago với mục đích khuyến khích tài năng trong lĩnh vực kịch nghệ. Giải thưởng Sarah Siddons được trao hàng năm cho những diễn viên có diễn xuất nổi bật tại sân khấu Chicago. Người thắng giải sẽ nhận được một bức tượng nữ diễn viên sân khấu xứ WalesSarah Siddons (1775-1831).
Giải thưởng được lấy nguyên mẫu từ một giải thưởng hư cấu trong đoạn mở đầu bộ phim năm 1950 củaJoseph L. Mankiewicz, All About Eve. Phim mở ra với hình ảnh một bức tượng giải thưởng, với lời miêu tả của Addison DeWitt (George Sanders) là "vinh dự cao quý nhất mà ngành sân khấu chúng ta được biết: Giải thưởng Sarah Siddons cho cống hiến nổi bật." Giải thưởng được Mankiewicz sáng tạo trong kịch bản. Năm 1952, một nhóm người yêu sân khấu nổi tiếng Chicago, có cả bà Loyal Davis, mẹ của đệ nhất phu nhân Mỹ tương lai Nancy Davis Reagan, bắt đầu trao một giải thưởng đặt tên theo giải trong bộ phim. Năm 1973, trong Gala kỉ niệm tổ chức Sarah Siddons, một giải thưởng Sarah Siddons danh dự được trao cho Bette Davis, mặc dù bà không đóng kịch tại Chicago trong năm đó. Hai diễn viên khác của All About Eve cũng được trao giải thưởng tương tự -- Anne Baxter và Celeste Holm.

## Người thắng giải
Nữ/Nam diễn viên của năm (xếp thứ tự alphabet):
| - Julie Andrews (1996) - Eve Arden (1967) - Lucie Arnaz (1986) - Lauren Bacall (1972 & 1984) - Anne Baxter (1973) - Gertrude Berg (1961) - Shirley Booth (1957) - Ellen Burstyn (1990) - Carol Channing (1966) - Claudette Colbert (1980) - Irene Dailey (1971) - Bette Davis (1973) - Brian Dennehy (1999) - Colleen Dewhurst (1974) - Faye Dunaway (1997) - Julie Harris (1976) - Helen Hayes (1953 & 1969) - Heather Headley (2000) - Florence Henderson (1962) - Celeste Holm (1968) - Nancy Kelly (1956 & 1964) - Deborah Kerr (1955) - Angela Lansbury (1975 & 1981) - Cloris Leachman (1978) | - Beatrice Lillie (1954) - Dorothy Loudon (1982) - Myrna Loy (1965) - John Mahoney (2006) - Julia Meade (1963) - Ann Miller (1983) - Liza Minnelli (1987) - Rita Moreno (1985) - Geraldine Page (1960) - Bernadette Peters (1994) - Stefanie Powers (1993) - Lynn Redgrave (1977 & 1995) - Hollis Resnik (1992) - Chita Rivera (2002) - Anne Rogers (1958) - Ruth Roman (1959) - Barbara Rush (1970) - Elaine Stritch (2004) - Loretta Swit (1991) - Jessica Tandy (1979) - Sada Thompson (1973 & 1988) - Lily Tomlin (1989) - Kathleen Turner (2008) |